# Dean Klafurić
Dean Klafurić (Zagabria, 26 luglio 1972) è un allenatore di calcio croato, tecnico dello Široki Brijeg.

## Carriera
Inizia la carriera di allenatore giovanissimo nel 2005 divenendo tecnico dell'NK Udarnik (ora NK Kurilovec) club di 3. NL la terza serie croata all'età di 33 anni. Successivamente nel 2007 si accasa all'NK Radnik Velika Gorica sempre i terza serie croata. Nel 2008 ancora in terza serie allena l'NK Polet Buševec venendo poi esonerato a novembre dello stesso anno pe mancanza di risultati. Dal 2009 al 2012 diventa allenatore della nazionale di calcio femminile della Croazia, con in mezzo esperienze nel 2009 in 4. HNL ovvero la quarta serie croata con l'NK Gradići dove è esonerato a dicembre dello stesso anno e nel 2011 con il Nogometni klub Vrbovec in terza serie chiudendo al settimo posto finale. Terminata l'esperienza con la Nazionale femminile entra nei quadri della Dinamo Zagabria scalando varie posizioni nel club fino a diventare Vice allenatore in prima squadra. 
Nel 2017 si accasa al Legia Varsavia come vice di Romeo Jozak per poi, nell'aprile 2018, sostituire quest'ultimo nella carrica di allenatore. Termina la stagione 2017-2018 con la vittoria del campionato e della Coppa di Polonia. Il 1º agosto dopo l'eliminazione dai preliminari di Champions League per mano dello Spartak Trnava viene esonerato dalla panchina dei Wojskowi. L'11 giugno 2021 viene annunciato sulla panchina del Slaven Belupo come successore di Tomislav Stipić. Il 27 agosto, dopo la sconfitta casalinga contro il Hrvatski Dragovoljac ultimo in campionato, viene sollevato dall'incarico.
Il 24 ottobre 2022 diviene il nuovo tecnico dell'Honvéd subentrando all'esonerato Tam Courts.
Il 30 agosto 2023 diviene il nuovo tecnico del Velež Mostar.

## Palmarès

### Allenatore
- Coppa di Polonia: 1

Legia Varsavia: 2017-2018
- Campionato polacco: 1

Legia Varsavia: 2017-2018